# (9238) Yavapai
(9238) Yavapai (1997 HO2) – planetoida z grupy pasa głównego asteroid okrążająca Słońce w ciągu 5,01 lat w średniej odległości 2,93 j.a. Odkryta 28 kwietnia 1997 roku.